# Affaire Couriau
L’affaire Couriau se déclenche quand Emma Couriau (1878-1953), femme du typographe Louis Couriau (1878-1925) et typote elle-même depuis 17 ans, est refusée à la section lyonnaise de la Fédération du Livre en 1913, entraînant par le fait même l’expulsion de son mari du syndicat.

## Chronologie

### Origine
La Fédération du Livre s’était opposée au travail des femmes depuis son premier congrès en 1881. Son secrétaire, Auguste Keufer, avait d’ailleurs été le porte-parole des antiféministes au Congrès socialiste du Havre en 1880. Cependant, au Congrès de Bordeaux de 1910, la Fédération adopta deux propositions. Premièrement, qu’elle appuierait les sections qui voudraient obtenir le salaire syndical pour les femmes. Deuxièmement, que les femmes pouvaient faire partie du syndicat peu importe leur salaire pour les deux premières années, et au tarif syndical après cette période. Ils pensaient ainsi qu’à salaire égal, les femmes ne seraient plus employées, ce qui mènerait éventuellement à leur retour au foyer. Ces mesures rencontrèrent toutefois une grande opposition et, en 1911, le Comité central décida de « laisser aux sections, en les priant de s’inspirer de la volonté du Congrès, toute latitude pour résoudre cette délicate question ».

### Déclenchement
En 1912, Emma et Louis Couriau s’installèrent à Lyon où Emma se trouva un emploi payé au tarif syndical. Son mari la pressa alors de s’inscrire à la section locale de la Fédération du Livre. Son adhésion fut refusée et Louis fut lui-même expulsé du syndicat puisqu’il n’avait pas empêché sa femme de travailler. Cette décision, confirmée le 27 juillet 1913 par l’assemblée, fut justifiée par une motion que la section lyonnaise avait votée en 1906 et qui stipulait qu’il était interdit « à tout syndiqué uni à une typote de laisser exercer à cette dernière la typographie, sous peine de radiation ».

### Développement
Les époux Couriau décidèrent alors de se battre. Louis écrivit un article dans Le Réveil Typographique pour dénoncer la situation (juin 1913) et fit aussi appel à la Confédération générale du travail (CGT) alors qu’Emma chercha l’aide de la Fédération féministe du Sud-Est. Celle-ci envoya une protestation écrite à la Fédération qui fut ensuite publiée dans L’Équité et dans L’Humanité. Emma Couriau publia elle-même une lettre dans La Bataille Syndicaliste du 21 août qui fut suivie par onze articles du syndicaliste Alfred Rosmer dans lesquels il promouvait la place importante des femmes dans la lutte syndicale. Emma Couriau forma son propre syndicat féminin en septembre 1913. Celui-ci exigea son admission au comité central de la Fédération du Livre, mais sans succès. La Ligue des droits de l’homme et son président, Francis de Pressensé, intervint également dans l’affaire en mettant de la pression pour que les Couriau soient intégrés à la Fédération. En novembre, alors que le CGT et plusieurs branches locales de la Fédération désavouèrent la section lyonnaise, le comité central de la Fédération du Livre, ne souhaitant pas s’attirer les foudres de l’opinion publique, prit la décision de réintégrer Louis Couriau, sans cependant en faire de même pour Emma Couriau.
En janvier 1914, le débat fut repris par Marie Guillot, une syndicaliste révolutionnaire et féministe, qui fit paraître un article dans La Voix du Peuple, l’organe officiel du CGT. Elle dénonçait alors le peu de conviction avec laquelle la CGT s’était impliqué sur la question. Cet article alimenta de nombreuses discussions dans les pages de La Voix du Peuple. Marie Guillot soumit ensuite un projet de « comité d’action féminine syndicale » à la CGT. Celle-ci décida alors de mettre la question de l’organisation syndicale des femmes à l’ordre du jour du prochain congrès, alors que plusieurs ligues d’actions syndicale féminines étaient créées. Cependant, le début de la Première Guerre mondiale en 1914 a rapidement mis un terme à toutes ces initiatives. 

## Réactions féministes et antiféministes dans la presse
Avant l’affaire Couriau, le droit pour les femmes de travailler n’était pas beaucoup débattu dans la presse et rares étaient celles et ceux qui affirmaient ce droit complètement. La situation a changé à partir de 1913 alors que la presse syndicale et ouvrière s’est vu inondée d’articles sur le sujet.

### La Bataille Syndicaliste
À la suite de la lettre d’Emma Couriau publiée dans La Bataille syndicaliste, dans laquelle elle dénonçait la Fédération pour ses idées rétrogrades et invitait ses consœurs à former leur propre syndicat, Alfred Rosmer écrivit une série d’articles recueillant les propos de certains dirigeants de la Fédération. Pour ceux-ci, comme Charles Burgard, la place de la femme mariée était au foyer et l’homme devait subvenir lui-même aux besoins du ménage. Auguste Keufer rajoutait que c’était par l’éducation que la fonction de ménagère de la femme au foyer devait être valorisée pour la rendre égale à celle de l’homme. Alfred Rosmer en concluait que la solution à la « mentalité antédiluvienne » de ces syndicalistes se trouvait dans l’organisation syndicale des femmes et demandait s’il était « si difficile d’admettre que la femme peut agir par elle-même ».

### La Voix du Peuple
La Voix du Peuple, organe officiel du CGT, publia plusieurs articles favorables au travail des femmes. Le syndicaliste révolutionnaire Georges Dumoulin prétendait qu’il était trop tard pour chasser la femme des usines. Selon lui, la lutte syndicaliste devait primer sur la lutte féministe et suffragiste puisque c’était dans la première que les ouvriers, hommes comme femmes, devaient s’unir pour mener une lutte de classe. Georges Yvetot affirma, dans le même journal, que le travail était l’unique moyen pour la femme de s’affranchir et qu’il fallait combattre les préjugés de sexes au niveau des organisations ouvrières. 
C’est avec un article de Marie Guillot que le débat entre syndicalistes et féministes prit de l’ampleur. Celle-ci dénonçait que ce soit la Fédération féministe du Sud-Est qui se soit occupé en premier de la défense d’Emma Couriau. Elle estimait que c’était plutôt le devoir de la CGT de s’occuper des questions ouvrières. Elle n’était pas contre les mouvements féministes et leur reconnaissait leur importance. Cependant, ceux-ci étant surtout l’affaire de bourgeoises, elle ne croyait pas qu’ils devaient s’occuper des affaires syndicales. Venise Pellat-Finet, institutrice syndiquée et membre de la Fédération féministe du Sud-Est, lui répondit que les organisations féministes étaient mal comprises par les syndicalistes et que les deux pouvaient s’entraider. Louis Couriau lui-même publia un article dans le journal pour soutenir les groupements féministes en affirmant qu’ils devaient prendre part à toutes les luttes concernant les femmes.

### La Guerre Sociale
Dans un article publié le 27 mai 1914, Émile Pouget soulignait que c’était en grande partie l’affaire Couriau qui avait favorisé l’organisation des ouvrières. Il faisait notamment référence à la création de la Ligue féminine d’action syndicale et à la volonté du CGT de mettre la question du travail féminin à l’ordre du jour de son congrès.

## Répercussions
L’affaire Couriau, bien que la principale intéressée n’ait pas obtenu ce qu’elle voulait, a permis de mettre de l’avant le droit des femmes mariées à occuper un emploi. Elle a engendré un mouvement qui a placé la défense du travail des femmes au cœur du discours des dirigeants de mouvements ouvriers et syndicaux et a permis aux femmes de s’organiser. De plus, elle a contribué à propager l’idéologie du syndicalisme révolutionnaire chez les dirigeants de la CGT, ce qui permit de faire de réels progrès au niveau de l’égalité des sexes au travail et dans les syndicats. Les femmes et les hommes devinrent de plus en plus perçus comme des alliés dans une même lutte plutôt que comme des ennemis. Plusieurs organisations syndicales féminines furent également créées. Bien que la guerre ait mis un frein à ces organisations, l’affaire Couriau a tout de même engendré un changement dans les mentalités.